# 도라야키
도라야키(일본어: どら焼き)는 밀가루, 달걀, 설탕을 섞은 반죽을 둥글납작하게 구워 두 쪽을 맞붙인 사이에 팥소를 넣은 화과자이다.
도라야키는 원래 빵이 한 면으로만 이루어져 그 위에 팥소를 올린 뒤 접는 방식이었으며, 오늘날의 형태는 1927년 도쿄 우에노 지구의 우사기야에서 처음 만들었다.
도라야키의 이름은 과자의 모양이 타악기 징(일본어: どら)과 닮아서 붙여졌다는 설이 유력하다. 최초의 도라야키에 대한 전설에서는 한 사무라이가 농부의 집에 징을 놓고 갔는데, 농부가 그 징으로 팬케이크를 구웠고 그것을 도라야키라 불렀다고 전한다.

## 다른 이름
오사카나 나라 같은 간사이 지방에서는 이 과자를 미카사(三笠)라고도 부른다. 이 이름은 과자의 모양이 나라 현의 미카사 산(三笠山)과 닮은 것에서 유래한다.

## 대중문화
애니메이션 도라에몽에서는 도라에몽이 좋아하는 과자로 나온다. 도라에몽의 작가 후지코 F. 후지오의 고향 도야마현에서는 축하나 답례 시에 도라야키를 주는 풍습이 있다.

## 같이 보기
- 단팥빵